# Maria Mercadal Pons
Maria Mercadal i Pons (Maó, 1874 - 1969) fou una cantant i divulgadora musical menorquina. Fou una de les primeres dones menorquines que accediren a la segona ensenyança, coincidint amb el moment en què el centre privat que la impartia a Menorca es convertí en Instituto Oficial de Segunda Enseñanza, passant a ser públic (1874), i comptant, per tant, amb les matrícules gratuïtes que l'Ajuntament oferia a les famílies que no podien pagar els estudis de batxillerat als seus fills i filles. Aquestes ajudes beneficiaren notablement les dones que, fins al moment, havien estat les discriminades quan una família havia de triar quin dels fills accediria al batxillerat. La seva graduació, el 1890, a l'Institut de Segona Ensenyança de Maó, la convertí, per tant, en una de les primeres dones que s'hi graduaven.
La seva família, conscient de les seves possibilitats, l'animà a cultivar les seves qualitats vocals, tasca que ella emprengué de forma activa, tenaç i entusiasta. Rebé classes de cant de Domenico Bellísimo Mirto i tingué una carrera artística plena de triomfs. Durant anys col·laborà en els concerts organitzats per la Secció de Literatura i Música de l'Ateneu de Maó, institució de la qual, un temps després, el 1922, fou nomenada presidenta.
En el període comprés entre el 1915 i el 1930 visqué el punt àlgid de la seva carrera artística. Actuà en diverses ocasions en el Teatre Principal on interpretà òperes que tingueren un gran ressò i en l'Ateneu, on donà a conèixer als grans compositors clàssics i moderns.
A més de com a cantant, Maria Mercadal feu història com a dona de cultura, especialment preocupada per la situació i l'ensenyament de la música a Menorca. En uns anys de crisi de la música en què el Grup Filharmònic de l'Ateneu, creat el 1916, s'havia dissolt, Maria dedicà diversos escrits i conferències al tema. És particularment recordada la que impartí el 1929, el mateix any de la dissolució, a l'Ateneu, Consideraciones sobre la conveniencia, para la educación musical, de restablecer el Grupo Filarmónico. Important no només pel seu contingut sinó també perquè aquesta fou la primera conferència que una dona realitzà en aquesta institució.
Maria es casà amb Antoni Cardona, amb qui tingué quatre fills i de qui enviudà. Més endavant es tornà a casar, aquesta vegada amb Florencio Aguinaga, gran aficionat a la música i al cant que l'animà i li donà tot el suport perquè ella desenvolupés les seves aptituds de gran cantant.Fou nomenada sòcia de mèrit de l'Ateneu de Maó i de l'Orfeó Maonès (1947).
Els descendents de Maria han seguit amb la tradició familiar que ella inicià fent de la música una forma de vida.